# Antônio Gomide
Antônio Gonçalves Gomide (Itapetininga, 3 de agosto de 1895 — São Paulo, 29 de agosto de 1967) foi um pintor, desenhista, gravador e professor brasileiro.
Gomide é considerado um dos precursores do estilo Art Déco no Brasil. Teve uma atuação artística diversificada, contando com a produção de aquarelas, óleos, afrescos, cerâmicas, desenhos para vitrais e painéis de baixo-relevo, estudos para estamparias e esculturas. 
Irmão da artista têxtil Regina Gomide Graz, esposa do também artista John Graz, ambos também precursores do estilo no Brasil.

## Vida e obra

### Estudos na Europa
Nascido em 1895 no interior paulista, Antonio Gomide mudou-se para a cidade de São Paulo em 1915. Poucos anos depois, foi para a Suíça, onde sua família havia se estabelecido em 1913 com o intuito de que seus filhos tivessem acesso a estudos de qualidade superior.
Gomide frequentou inicialmente a Escola de Comércio dessa cidade, onde conheceu o crítico de arte Sérgio Milliet. Mais tarde, ingressou na Escola de Belas Artes de Genebra, onde já estudavam seus irmãos. Nesta escola, estudou com o renomado pintor suiço Ferdinand Hodler.
Realizou contínuas viagens pela Europa, estabelecendo-se na França em 1923. Na década de 1920, praticou pintura de afrescos com o mestre francês Marcel-Lenoir, o que influenciou sua obra para uma linha pré-renascentista. Em 1923, monta seu ateliê em Paris, tornando-se amigo do escultor ítalo-brasileiro Victor Brecheret, com quem desenvolveu, futuramente, várias iniciativas futuras para reconhecimento da arte moderna. Neste período também foi fortemente influenciado pelo Cubismo, com o qual teve contato em galerias e ateliês franceses; e pelo movimento estético Art-Déco, estando presente na Exposição Internacional de Artes Decorativas e Industriais Modernas em 1925, que consolidou uma renovação estética nas artes em resposta ao rebuscamento da Art Nouveau. 
Neste período, Gomide ainda desenvolveu motivos de estamparia de tecidos para decoradores e estilistas franceses, como a casa de alta costura Drecoll, a oficina La Maîtrise (ligada às Galeries Lafayette) e a fabricante Tissus Rodier .

### Retorno ao Brasil
Fixou-se definitivamente no Brasil em 1929, associando-se rapidamente a outros artistas do movimento modernista das artes plásticas, marcado pela Semana de Arte Moderna de 1922, como Mario de Andrade. Logo, produziu aquarelas e motivos inspirados na natureza do país e em motivos indígenas, com estilização art déco.  
Em 1929, iniciou uma parceria com a tradicional Casa Conrado, ateliê especializado na composição de vitrais. Neste ano, desenhou os vitrais do pórtico do Parque da Água Branca, em São Paulo, os quais foram finalizados em 1935. A parceria com a Casa Conrado foi duradoura (até 1954) e expandiu-se também para a criação de desenhos de painéis em mármore e moldes para jateamentos com areia em vidro.  
Em 1932, Gomide participou da Revolução Constitucionalista, retornando ferido. Fez aquarelas e gravuras com temas militares.
Foi membro-fundador da Sociedade Pró-Arte Moderna - SPAM (1932), que tinha como iniciativa ampliar o contato entre artistas, amantes das artes e o público. Em 1933, deu um curso de pintura cubista no Clube dos Artistas Modernos, em São Paulo. 
A partir de 1934, também integrou o Grupo 7, com Victor Brecheret, o arquiteto Rino Levi, a escultora Elisabeth Nobiling, a pintora Yolanda Mohalyi, além de John e Regina Graz. O objetivo deste grupo era montar uma galeria-ateliê para expor as obras que produziam.  
Em 1941, executou o painel em baixo-relevo do Instituto Biológico em São Paulo, bem como o desenho de seus vitrais (os quais foram removidos em 2002 por estarem quebrados, e substituídos por blocos de vidro). 
Como cenógrafo, participou dos filmes Candinho e Sinhá Moça em 1953 e 1954, ambos da Companhia Cinematográfica Vera Cruz.
Em 1954, Gomide também trabalhou nos murais em mármore gravados com jatos de areia, para o Mosteiro de São Bento, com o tema "Entradas e Bandeiras".

## Exposições e mostras
Gomide participou de diversas exposições durante a vida, tanto no Brasil quanto no exterior:
| Exposição                                                                                          | Ano       | Local          | Obras                        | Tipo                      |
| -------------------------------------------------------------------------------------------------- | --------- | -------------- | ---------------------------- | ------------------------- |
| Museu Rath                                                                                         | 1922      | Genebra        |                              | Coletiva                  |
| Museu Athenée                                                                                      | 1923      |                |                              | Coletiva                  |
| Antonio Gomide - Afrescos e Pinturas                                                               | 1927      | São Paulo/SP   | 76 obras, incluindo afrescos | Individual                |
| Galeria Blanchon                                                                                   | 1927      | São Paulo/SP   | 6 telas                      | Coletiva                  |
| Casa Modernista da Rua Itápolis / Exposição de uma casa modernista                                 | 1930      | São Paulo/SP   |                              | Coletiva                  |
| The First Representative Collection of Paintings by Contemporary Brazilian Artists / Museu Roerich | 1930      | Nova Iorque    |                              | Coletiva                  |
| 38ª Exposição Geral de Belas-Artes                                                                 | 1931      | Rio de Janeiro | 2 telas                      | Coletiva                  |
| 1ª Exposição de Arte Moderna da SPAM / Galeria Guatapará                                           | 1933      | São Paulo/SP   |                              | Coletiva                  |
| 1° Salão de Maio                                                                                   | 1937      | São Paulo/SP   |                              | Coletiva                  |
| 2° Salão de Maio                                                                                   | 1938      | São Paulo/SP   |                              | Coletiva                  |
| 3° Salão de Maio                                                                                   | 1939      | São Paulo/SP   |                              | Coletiva                  |
| 5° Salão de Pintura e Escultura do Sindicato dos Artistas Plásticos de São Paulo                   | 1939      | São Paulo/SP   | 2 obras                      | Coletiva                  |
| 6° Salão de Pintura e Escultura do Sindicato dos Artistas Plásticos de São Paulo                   | 1941      | São Paulo/SP   |                              | Coletiva                  |
| 1° Salão de Arte da Feira Nacional das Indústrias                                                  | 1941      | São Paulo/SP   |                              | Coletiva                  |
| Hotel Terminus                                                                                     | 1942-1943 | São Paulo/SP   |                              | Individual                |
| Galeria na rua Barão de Itapetininga                                                               | 1947      | São Paulo/SP   |                              | Em parceria com John Graz |
| 1ª Bienal do Museu de Arte Moderna de São Paulo                                                    | 1951      | São Paulo/SP   | 3 obras                      | Coletiva                  |
| Associação Cristão de Moços                                                                        | 1966      |                |                              | Individual                |

## Morte
Antonio Gomide desenvolveu cegueira pouco antes de sua morte, falecendo em 1967, aos 72 anos.